# Blanche Moria
Blanche Moria, född 7 maj 1859 i Paris, död där 24 november 1926, var en fransk konstnär. 
Hon är främst känd för sina byster, medaljer och monument. Hon deltog i utställningar från 1883 och mottog ofta beställningar från franska staten. 